# Actinidia changii
Actinidia changii là một loài thực vật có hoa trong họ Dương đào. Loài này được P.S.Hsu mô tả khoa học đầu tiên năm 1966.